# Nordheim vor der Rhön
Nordheim vor der Rhön település Németországban, azon belül Bajorországban. Lakosainak száma 1062 fő (2023. december 31.).

## Népesség
A település népessége az elmúlt években az alábbi módon változott:
| Lakosok száma | 745  | 1165 | 1278 | 1176 | 1105 | 1108 | 1099 | 1098 | 1084 | 1062 |
|               | 1875 | 1950 | 1975 | 1987 | 2012 | 2014 | 2016 | 2017 | 2021 | 2023 |